# Charlotte Guillard
Charlotte Guillard, död 1557, var en fransk boktryckare. Hon var aktiv på förlaget Soleil d’Or mellan 1502 och 1557. Officiellt var hon, i egenskap av kvinna, endast formellt yrkesverksam under sina perioder som änka, mellan och efter sina två äktenskap. Hon var gift med Berthold Rembolt 1502-19 och Claude Chevallon 1520-37. Under sin samtid drev hon ett av de största bokförlagen i Frankrike.